# Попов, Александр Романович
Александр Романович Попов (12 июня 1922 год, село Стуково — 23 сентября 2005 год, Новосибирск) — советский партийный деятель, организатор сельскохозяйственного производства, первый секретарь Маслянинского райкома КПСС, Новосибирская область. Герой Социалистического Труда (1957).
Считается первым совершившим таран во время Сталинградской битвы. .

## Биография
Родился в 1922 году в крестьянской семье в селе Стуково (сегодня — Павловский район Алтайского края). После окончания семилетней школы в родном селе поступил в педагогическое училище в Барнауле, которое окончил в 1940 году. Будучи студентом, обучался на курсах пилотах в Барнаульском клубе Осовиахима. В 1940 году был призван на срочную службу в Красную Армию. Окончил 7-ю Сталинградскую военную авиационную школу лётчиков. После начала Великой Отечественной войны служил лётчиком-инструктором в этом же училище. С марта 1942 года служил в звании старшего сержанта в составе 629-го истребительного авиационного полка 102-й авиационной истребительной дивизии. 23 июня 1942 года в районе Сталинграда совершил таран на вражеский бомбардировщик «Дорнье-215». Во время этого сражения получил серьёзное ранение ноги и после излечения был комиссован. За этот подвиг был награждён Орденом Ленина. В мае 1943 года возвратился на родину в Маслянинский район Новосибирской области, где стал работать в геологоразведочном отряде Егорьевского прииска.
В 1949 году окончил Высшую партийную школу в Новосибирске и в 1957 году — заочное отделение Высшей партийной школы в Москве. В 1952 году избран первым секретарём Маслянинского райкома.
Будучи первым секретарём Маслянинского райкома партии, участвовал в организации сельскохозяйственного производства во время освоения целинных и залежных земель в Маслянинском районе. В 1956 году сельскохозяйственные предприятия Маслянинского района распахали четыре тысячи целинных земель вместо запланированных одной тысячи и получили в среднем с каждого гектара по 18 центнеров зерновых. Указом Президиума Верховного Совета СССР от 11 января 1957 года за особо выдающиеся успехи, достигнутые в работе по освоению целинных и залежных земель, и получение высокого урожая удостоен звания Героя Социалистического Труда с вручением ордена Ленина и золотой медали «Серп и Молот».
С 1958 года — первый секретарь Кыштовского райкома партии, с 1963 года — директор совхоза «Гутовский» Тогучинского района, с 1963 года — заместитель, директор (1968—1972) Кировского молочного комбината в Новосибирске. В 1970 году окончил без отрыва от производства вечернее отделение Новосибирского института народного хозяйства. С 1972 по 1989 года — заведующий отделом заготовок и сбыта Новосибирского областного управления молочной промышленности, инженер-технолог Новосибирской маслосырбазы, инженер-технолог Дзержинского молочного завода.
После выхода на пенсию проживал в Новосибирске, где скончался в 2005 году. Похоронен на Заельцовском кладбище.
Сочинения
- В небе Сталинграда

Память
На доме № 34 по улице Красноярской в Новосибирске установлена мемориальная доска, посвящённая Александру Попову.

## Награды
- Орден Ленина — дважды (19.02.1942; 1957)
- Орден Отечественной войны 1 степени (06.04.1985)